# RSX (processeur)
Pour l’article homonyme, voir RSX.

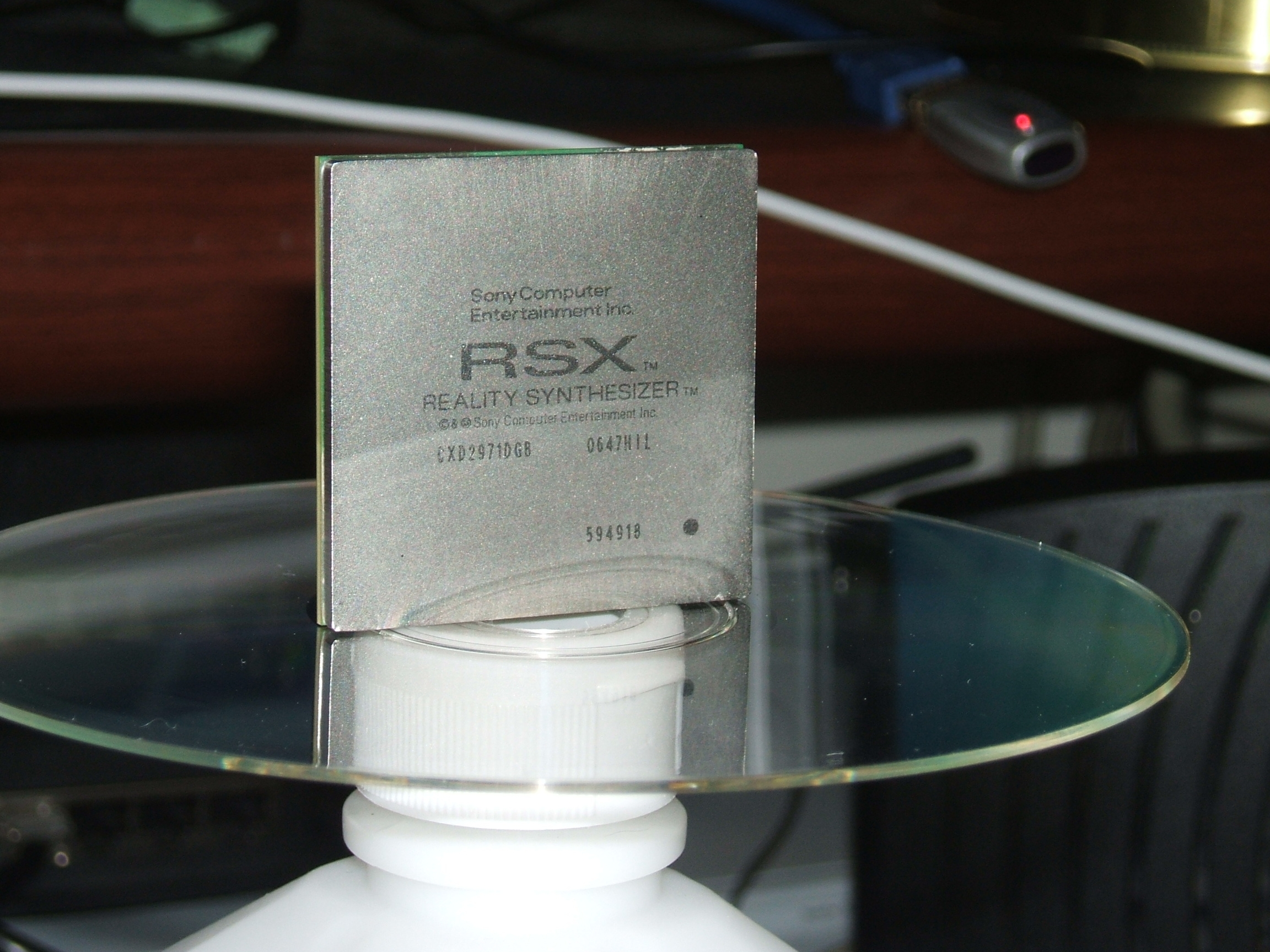
Le processeur

Le RSX (ou Reality Synthetizer) est un processeur graphique qui équipe la console de jeux PlayStation 3 de Sony. Il a été développé conjointement par la société Nvidia et Sony Computer Entertainment et son développement a été annoncé en 2005.